# Pokryváč
Pokryváč es un municipio del distrito de Dolný Kubín en la región de Žilina, Eslovaquia, con una población estimada a final del año 2024 de 185 habitantes.
Se encuentra ubicado en el centro de la región, cerca del curso alto del río Váh (cuenca hidrográfica del Danubio) y de la frontera con la República Checa y Polonia.

## Demografía
| Año        | 1994 | 2004    | 2014    | 2024    |
| ---------- | ---- | ------- | ------- | ------- |
| Población  | 176  | 187     | 174     | 185     |
| Diferencia |      | +6,25 % | −6,95 % | +6,32 % |

| Año        | 2023 | 2024    |
| ---------- | ---- | ------- |
| Población  | 183  | 185     |
| Diferencia |      | +1,09 % |